# Charles Cottet
Charles Cottet (Le Puy-en-Velay, 12 luglio 1863 – Parigi, 25 settembre 1925) è stato un pittore francese.

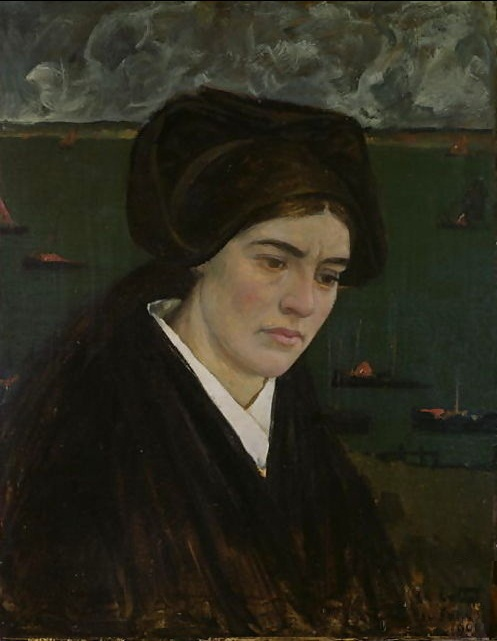
Donna bretone.

Di impostazione post-impressionista, ma di orientamento chiaramente naturalista, fu uno dei fondatori del gruppo della "Bande noire".

## Biografia
Si stabilì a Parigi attorno ai diciassette anni, dopo aver trascorso infanzia e adolescenza in Alvernia e in Savoia, e si iscrisse alla Scuola di belle arti di Parigi. Passò quindi all'Académie Julian, dove fu allievo di Alfred Roll e in particolare di Pierre Puvis de Chavannes.
Terminati gli studi rimase legato, e parzialmente influenzato, al movimento dei simbolisti, nonché alle concezioni dei pittori Nabis, avendone conosciuti numerosi durante la sua frequentazione dell'Académie Julian.
Nel 1886 fece il suo primo viaggio in Bretagna. Viaggiò a piedi e scoprì per prima la penisola di Crozon, percorrendola tutta. Quelle terre e quel mare lo ispirarono particolarmente ed egli iniziò a tornarvi ogni anno per diverso tempo a dipingere paesaggi e persone. Per molte volte soggiornò anche nell'isola di Ouessant.
In quel periodo, con il titolo di "Il paese del mare", completò una serie di quadri che illustravano gli aspetti più caratteristici e pittoreschi della rude vita dei pescatori. In queste opere le differenze fra costa atlantica e costa della Manica sono evidenziate con particolare intensità interpretativa.
Nel 1889 espose per la prima volta al Salon.
Una borsa di studio per visitare l'Italia e l'Egitto gli venne assegnata nel 1894. Terminato il viaggio rientrò in Francia, portando con sé una cospicua collezione di impressioni dell'Oriente, assai diverse, però, dalle colorate e consuete vedute che erano in uso in quegli anni. Visitando i paesi del sole dal suo personale punto di vista, infatti, egli si dedicò in prevalenza a considerare aspetti fisici, come le pareti rocciose di Assuan, ed etnici, come lo studio delle popolazioni "Fellah".
Fu sempre un grande viaggiatore. Visitò Venezia, la Spagna, l'Islanda e tornò anche in Savoia, nei luoghi della sua adolescenza.

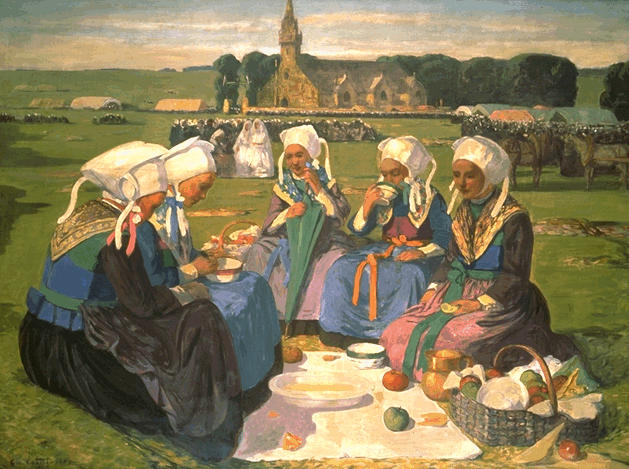
Pranzo sull'erba a Plougastel

Dal 1900 al 1910 Cottet fece parte e contribuì a formare un gruppo di artisti soprannominato "Banda nera", a causa delle critiche che essi formulavano nei confronti della grande luminosità delle opere impressioniste. Ne facevano parte, fra gli altri, Lucien Simon, Edmond Aman-Jean, André Dauchez, George Desvallières e Maurice Denis.

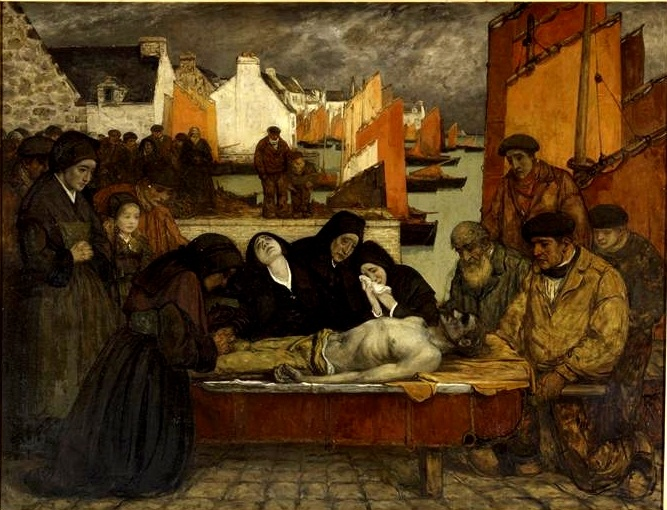
Il dolore

La tavolozza di questi pittori - più o meno influenzati dal realismo e dalle tinte severe di Gustave Courbet - e quindi anche la gamma cromatica di Cottet, era di fatto composta da tinte scure, ombrose, a volte persino cupe, o comunque tutt'altro che sgargianti. Le visioni della Bretagna contadina di Cottet appaiono serotine e terrose, e le sue marine mostrano sempre cieli corrucciati.
Le sue composizioni, però, non risultano mai tristi, bensì pensose, riflessive, forse consapevoli. Eccezionali, e quindi anche particolarmente felici, appaiono pertanto gli squarci di sole sui muri bianchi delle case e nei paesaggi dai vasti cieli, sempre assai moderatamente luminosi.
Della gente Cottet colse spesso aspetti intensi, come il dolore, il lutto, la riservatezza. Più rare - ma non assenti - le rappresentazioni di feste e di momenti gioiosi.
Fu amico di Charles Maurin, Pierre Bonnard, Alfred Guillou, Félix Vallotton, Édouard Vuillard e di Ker-Xavier Roussel, dei quali godette sempre la stima.
Charles Cottet morì a Parigi a 62 anni.

## Opere

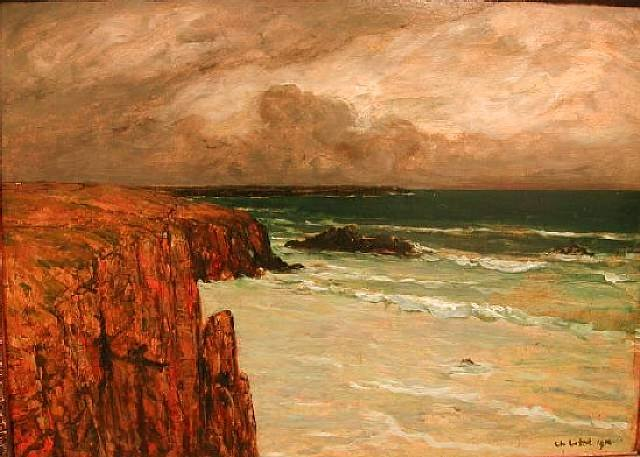
Marina

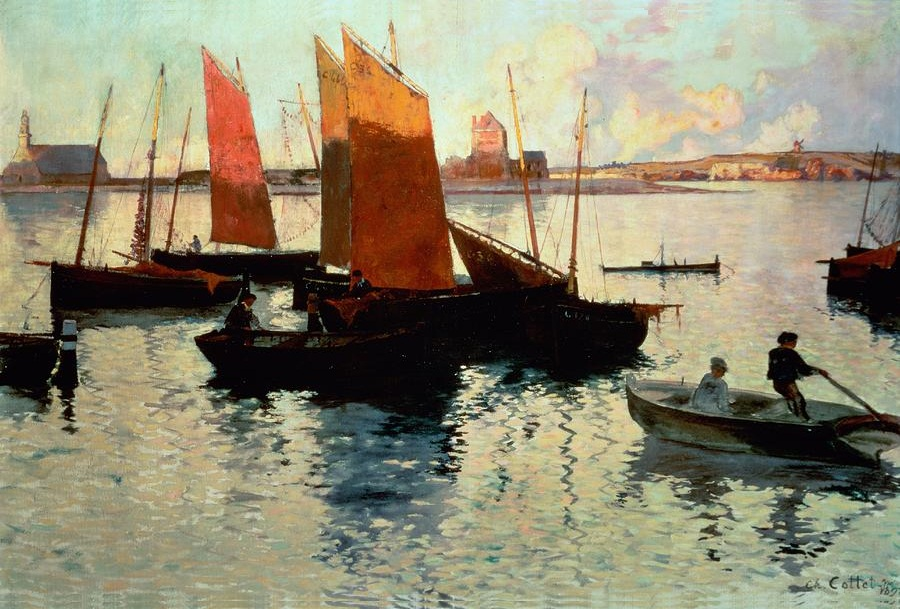
Tramonto sulle barche

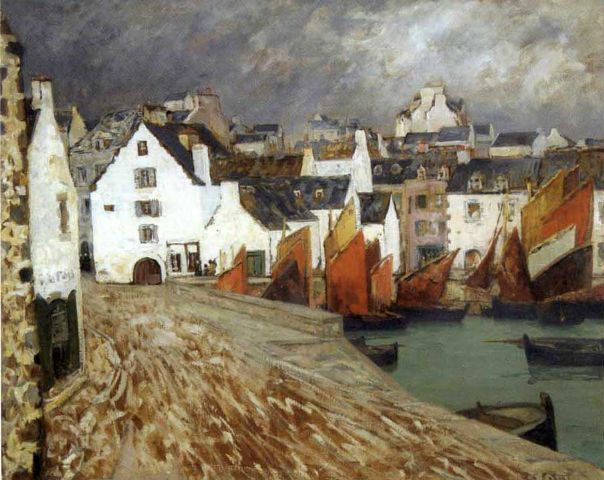
Douarnenez

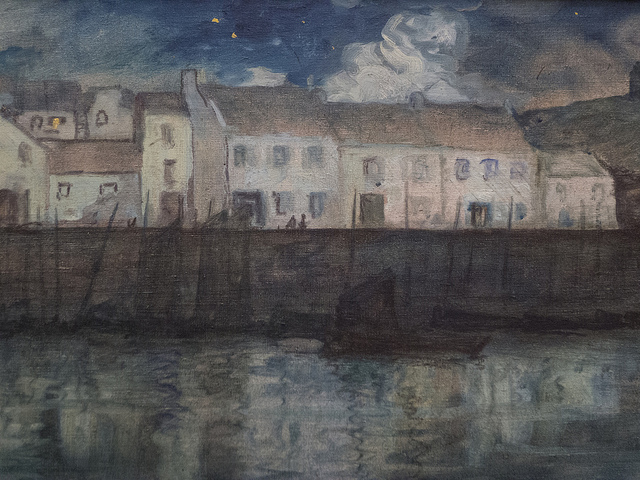
Camaret

- 1905 c., Petit village au pied de la falaise, Museo Malraux, Le Havre
- 1900-1910, Montagne, Museo Malraux, Le Havre

### Museo di belle arti di Quimper
- L'Enfant mort
- Lamentation des femmes de Camaret autour de la chapelle brûlée de Roch'-Amadour
- Marine bretonne
- Pêcheurs fuyant l'orage
- Le Cabaret
- Autoportrait

### Opere che mostrano l'isola di Ouessant
- Trois générations de Ouessantines, (pastello)
- Gens d'Ouessant pleurant un enfant mort, - Museo del Petit Palais a Parigi
- Portrait de Ouessantine
- Deuil à Ouessant, -  Museo di belle arti di Gand
- Une Ouessantine, - Museo Charlier, Bruxelles
- Une Ouessantine
- Une Ouessantine et son enfant
- Celles qui restent, - Musée d'Orsay, Parigi
- Ceux qui s'en vont, - Musée d'Orsay, Parigi
- Le repas des adieux, Musée d'Orsay, Parigi
- Les adieux, - Museo Puškin, Mosca
- Au pays de la mer, - Museo Crozatier, Le Puy-en-Velay
- L'enfant mort, -  Museo di Belle arti di Quimper
- Deuil marin. Trois Ouessantines, - Cincinnati Art Museum
- Deuil marin
- Les feux de la Saint-Jean, - Castello di Kerazan, Loctudy

### Altre opere
- Jeune fille de l'Île de Sein, - Museo di Belle arti di Nantes